# مینک شوالز (ویرجینیای غربی)
مینک شوالز (به انگلیسی: Mink Shoals) یک منطقهٔ مسکونی در ایالات متحده آمریکا است که در شهرستان کاناوا، ویرجینیای غربی واقع شده‌است.